# Lobophorodes
Lobophorodes is een geslacht van vlinders van de familie spanners (Geometridae), uit de onderfamilie Larentiinae.

## Soorten
- L. bifasciatus Inoue, 1982
- L. undulans Hampson, 1903